# Castiglione Chiavarese
Castiglione Chiavarese is een gemeente in de Italiaanse provincie Genua (regio Ligurië) en telt 1580 inwoners (31-12-2004). De oppervlakte bedraagt 30,1 km², de bevolkingsdichtheid is 49 inwoners per km².
De volgende frazioni maken deel uit van de gemeente: Campegli, Casali, Masso, Missano, San Pietro Frascati, Velva, Velva Santuario.

## Demografie
Castiglione Chiavarese telt ongeveer 766 huishoudens. Het aantal inwoners steeg in de periode 1991-2001 met 7,1% volgens cijfers uit de tienjaarlijkse volkstellingen van ISTAT.
| Jaar | Inwoneraantal |
| ---- | ------------- |
| 1991 | 1386          |
| 2001 | 1485          |

## Geografie
De gemeente ligt op ongeveer 271 m boven zeeniveau.
Castiglione Chiavarese grenst aan de volgende gemeenten: Carro (SP), Casarza Ligure, Deiva Marina (SP), Maissana (SP), Moneglia.

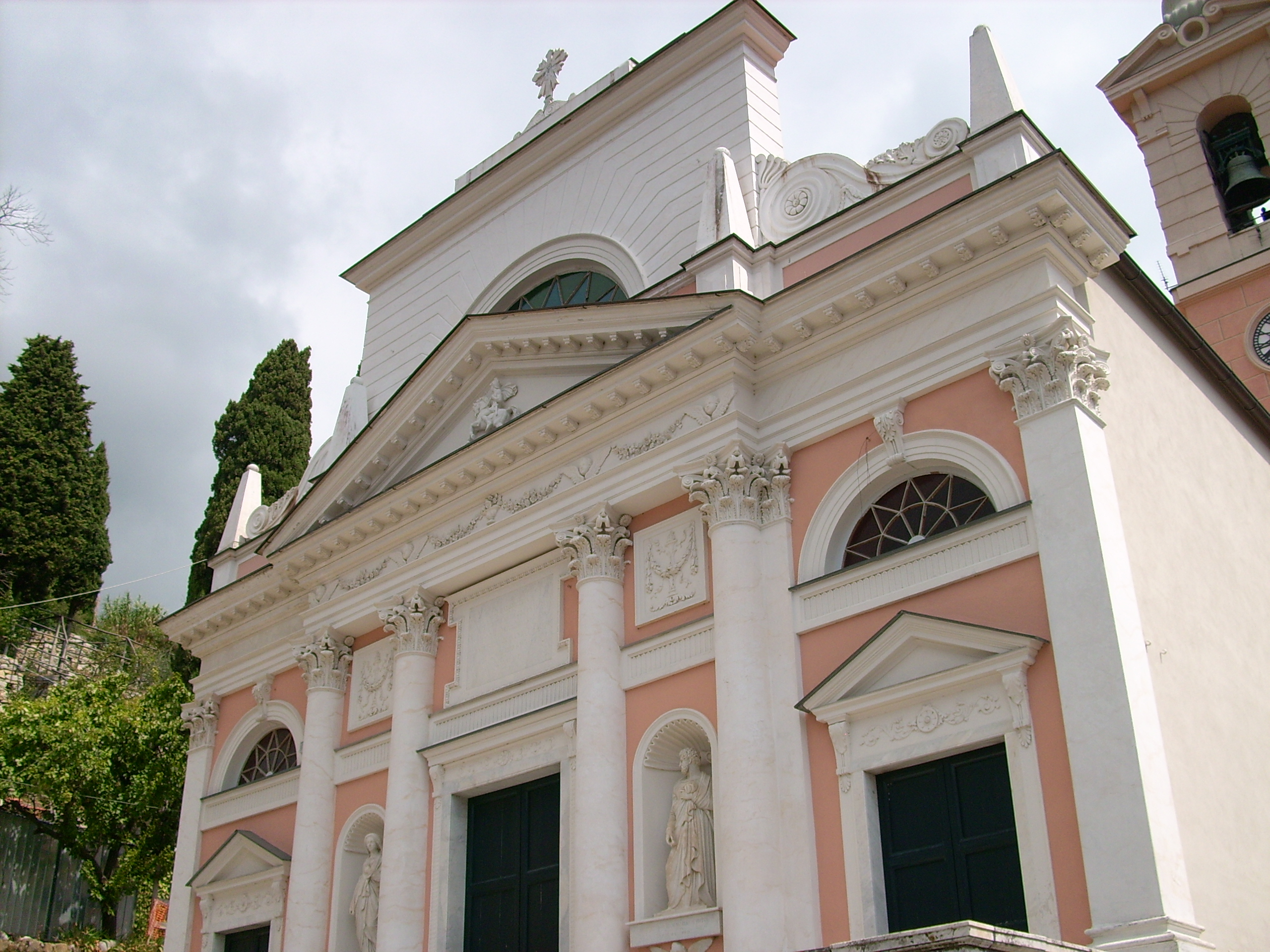
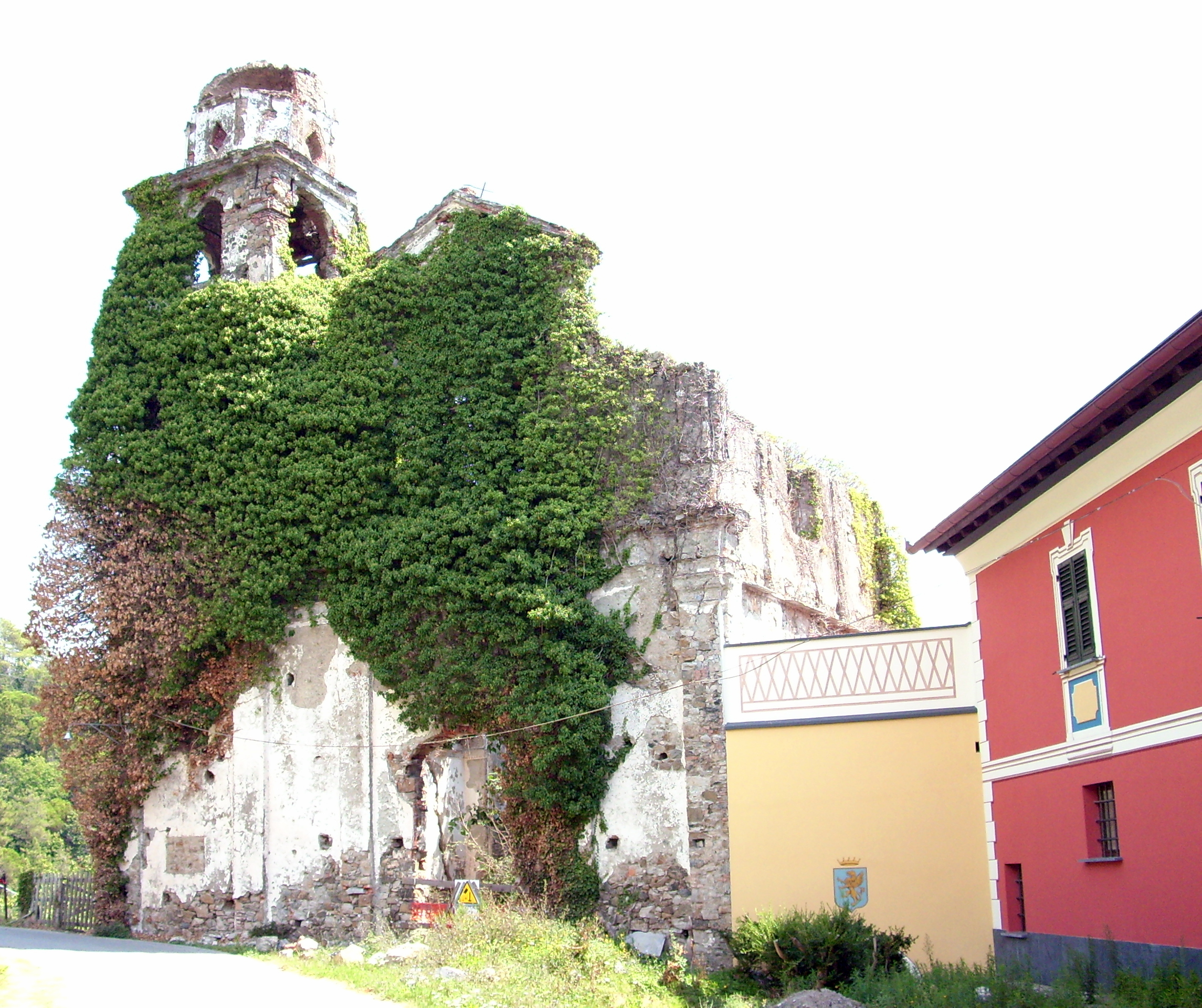
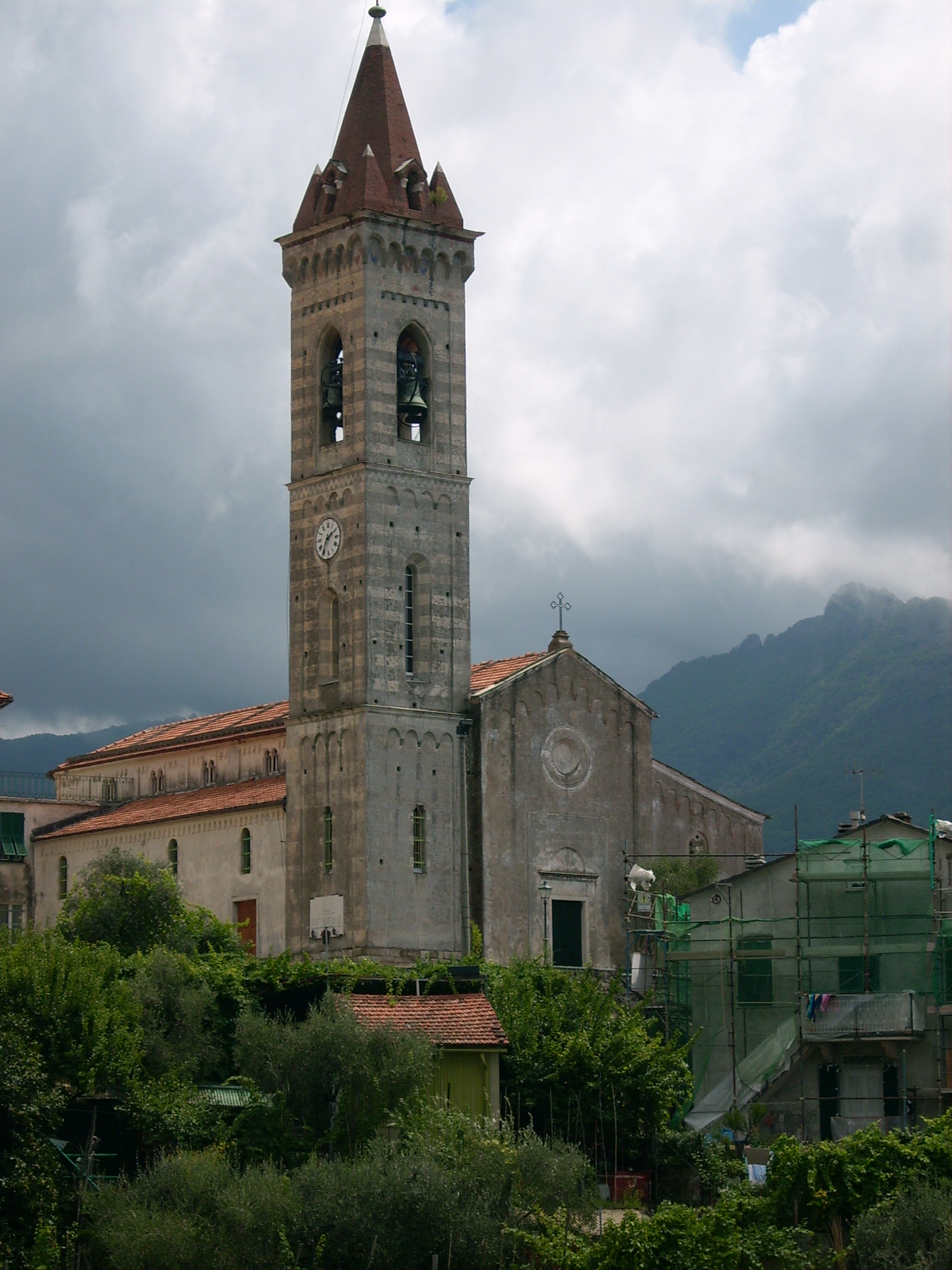
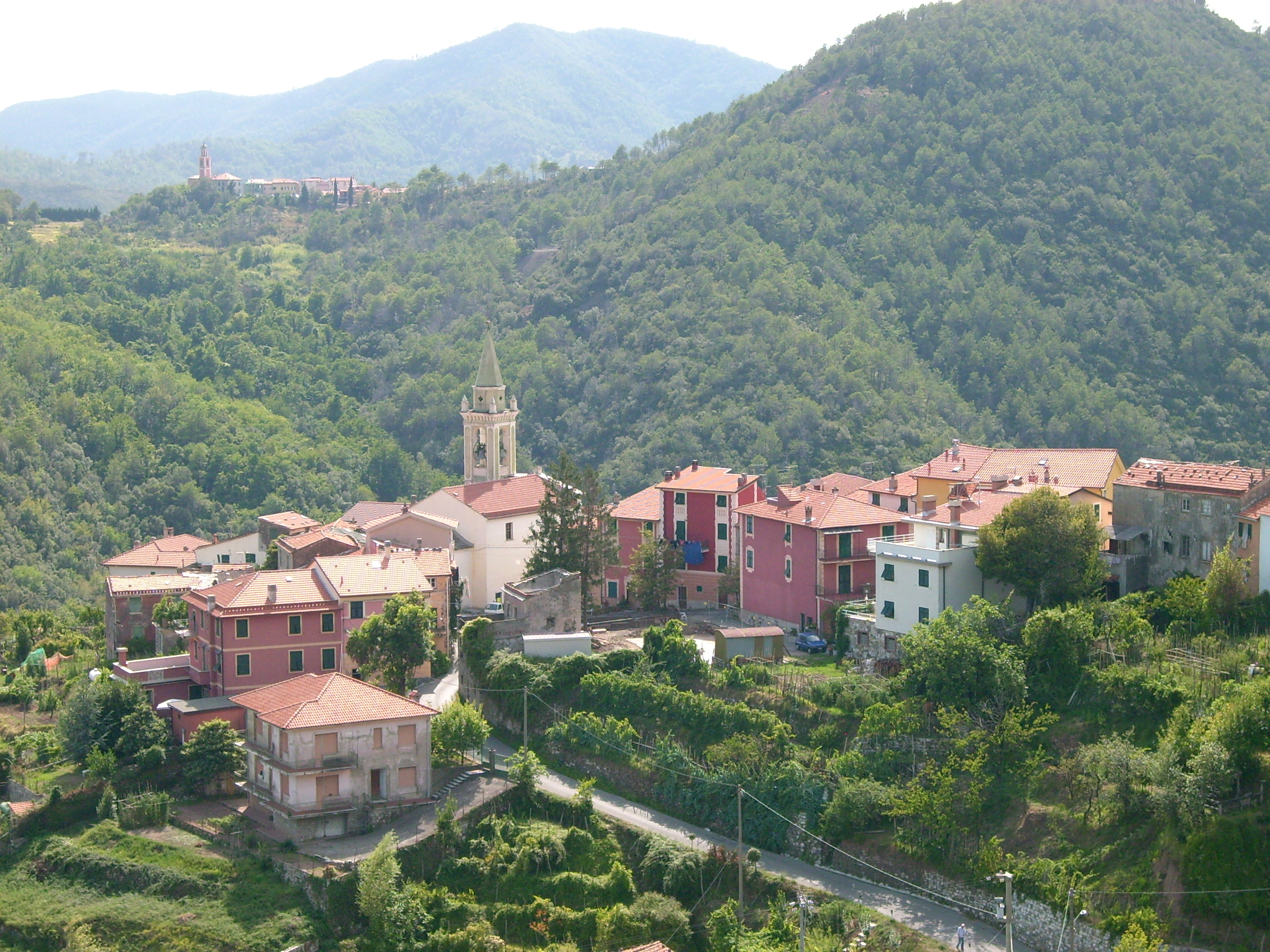
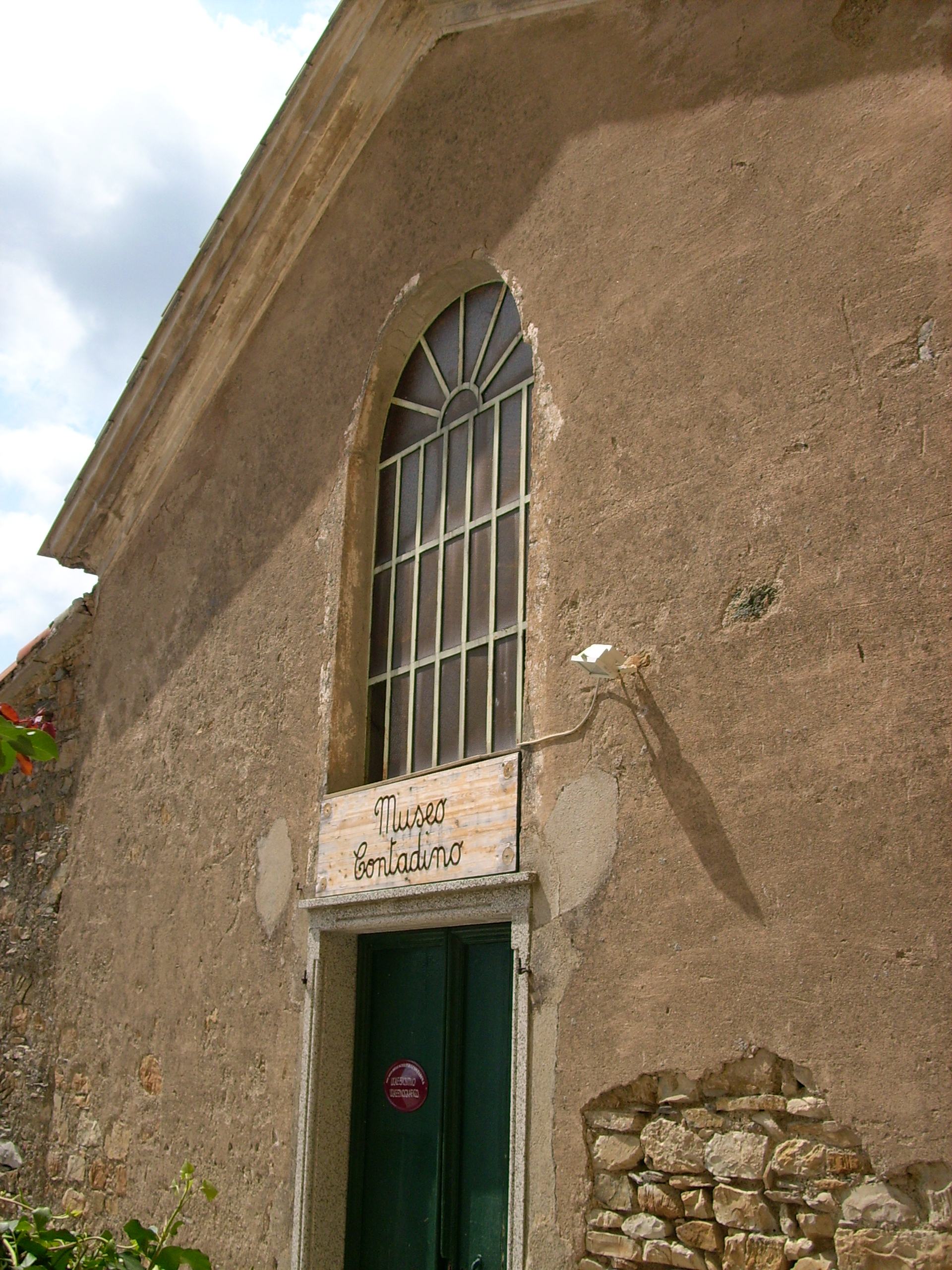
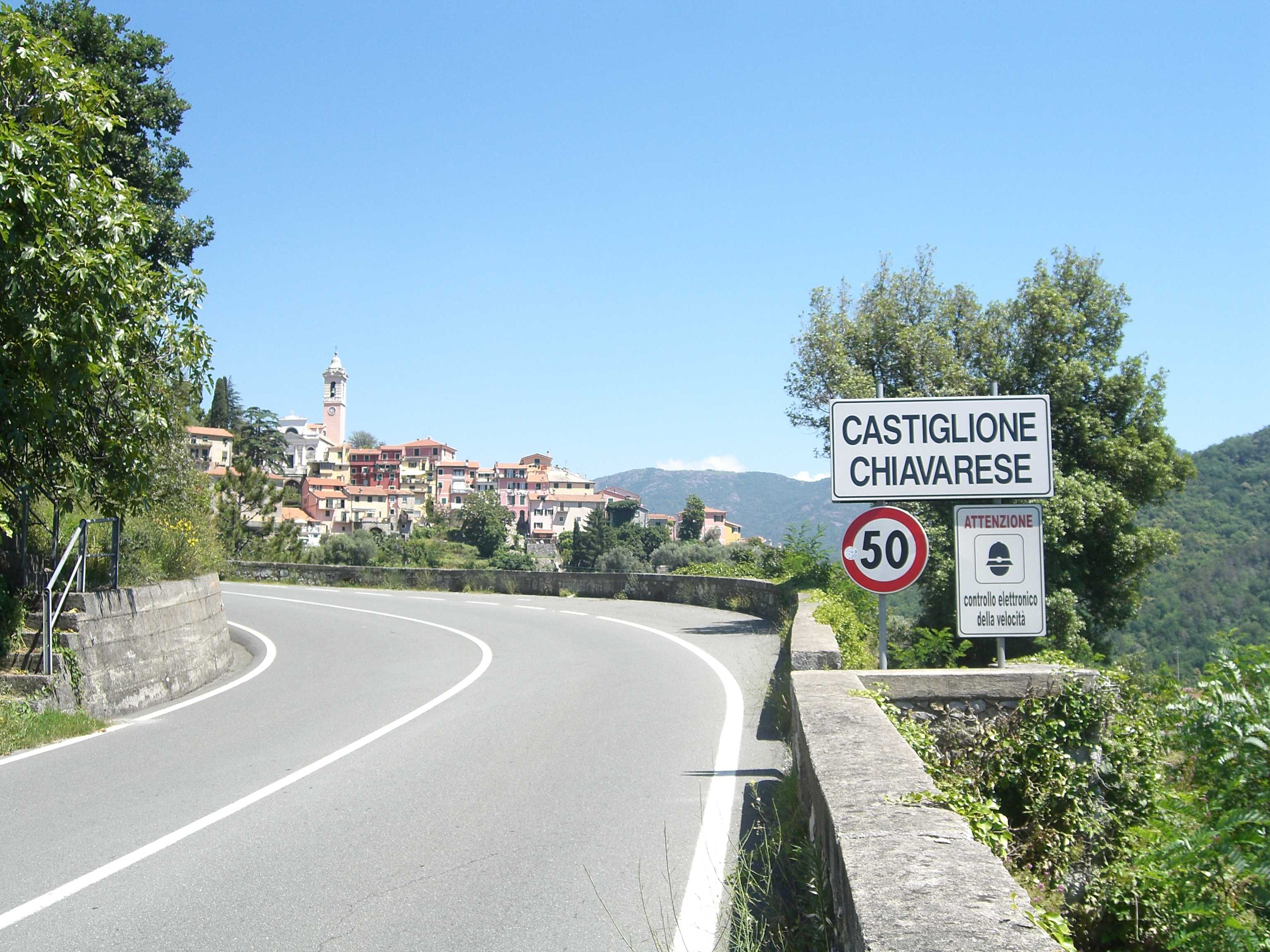
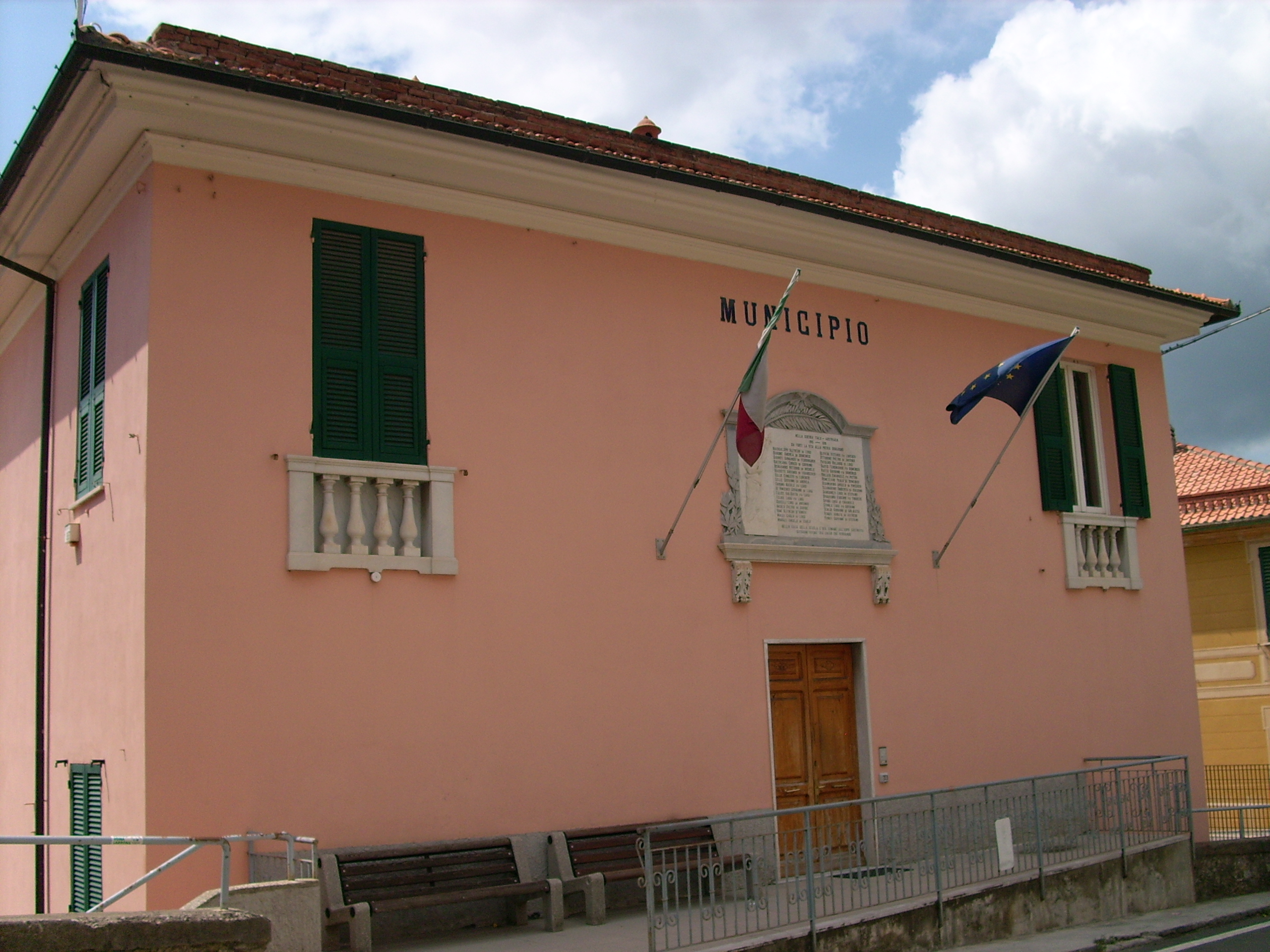
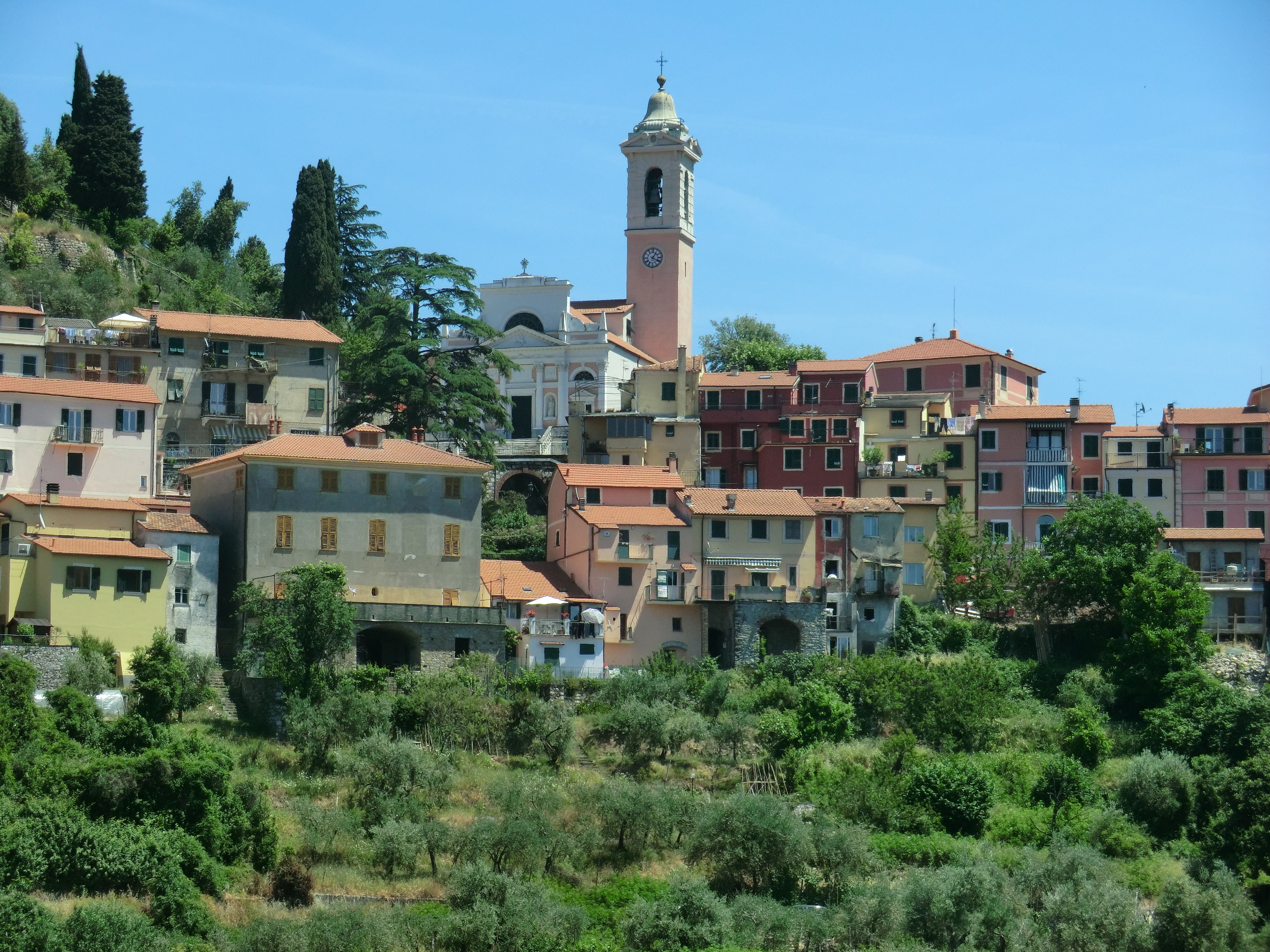

Arenzano · Avegno · Bargagli · Bogliasco · Borzonasca · Busalla · Camogli · Campo Ligure · Campomorone · Carasco · Casarza Ligure · Casella · Castiglione Chiavarese · Ceranesi · Chiavari · Cicagna · Cogoleto · Cogorno · Coreglia Ligure · Crocefieschi · Davagna · Fascia · Favale di Malvaro · Fontanigorda · Genua · Gorreto · Isola del Cantone · Lavagna · Leivi · Lorsica · Lumarzo · Masone · Mele · Mezzanego · Mignanego · Mocònesi · Moneglia · Montebruno · Montoggio · Ne · Neirone · Orero · Pieve Ligure · Portofino · Propata · Rapallo · Recco · Rezzoaglio · Ronco Scrivia · Rondanina · Rossiglione · Rovegno · San Colombano Certénoli · Sant'Olcese · Santa Margherita Ligure · Santo Stefano d'Aveto · Savignone · Serra Riccò · Sestri Levante · Sori · Tiglieto · Torriglia · Tribogna · Uscio · Valbrevenna · Vobbia · Zoagli
1. ↑  https://demo.istat.it/?l=it.